# 中国驻塔马塔夫领事馆
中华人民共和国驻塔马塔夫领事馆，简称中国驻塔马塔夫领事馆，是中华人民共和国派驻马达加斯加图阿马西纳（塔马塔夫）的最高级别外交机构。领区包括图阿马西纳省和安齐拉纳纳省。

## 历史沿革
1995年2月10日，中华人民共和国与马达加斯加政府达成在塔马塔夫设立领事馆的协议。1996年5月17日，驻塔马塔夫领事馆正式开馆。2015年4月15日，中国政府暂时关闭驻塔马塔夫领事馆。